# Delta J
Delta J, hoặc Thor-Delta J là một hệ thống phóng của Hoa Kỳ vào cuối thập niên 1960. Nó chỉ được phóng một lần duy nhất cùng với tàu vũ trụ Explorer 38. Nó là thành viên của dòng hỏa tiễn Delta.
Delta J được bắt nguồn từ Delta E. Giai đoạn đầu tiên là tên lửa Thor trong cấu trúc DSV-2C, với ba cụm tầng đẩy tăng cường nhiên liệu rắn Castor-1 xung quanh nó. Delta E được sử dụng như giai đoạn 2. Altair giai đoạn thứ ba của Delta E được thay thế bởi Star 37D SRM mạnh hơn.
Chỉ có Delta J được phóng từ Căn cứ Lực lượng Không gian Vandenberg Space Launch Complex 2E vào ngày 4 tháng 7 năm 1968. Nó đã phóng thành công vệ tinh Explorer 38 vào Quỹ đạo Trái đất trung bình.